# Ryszard Kulik

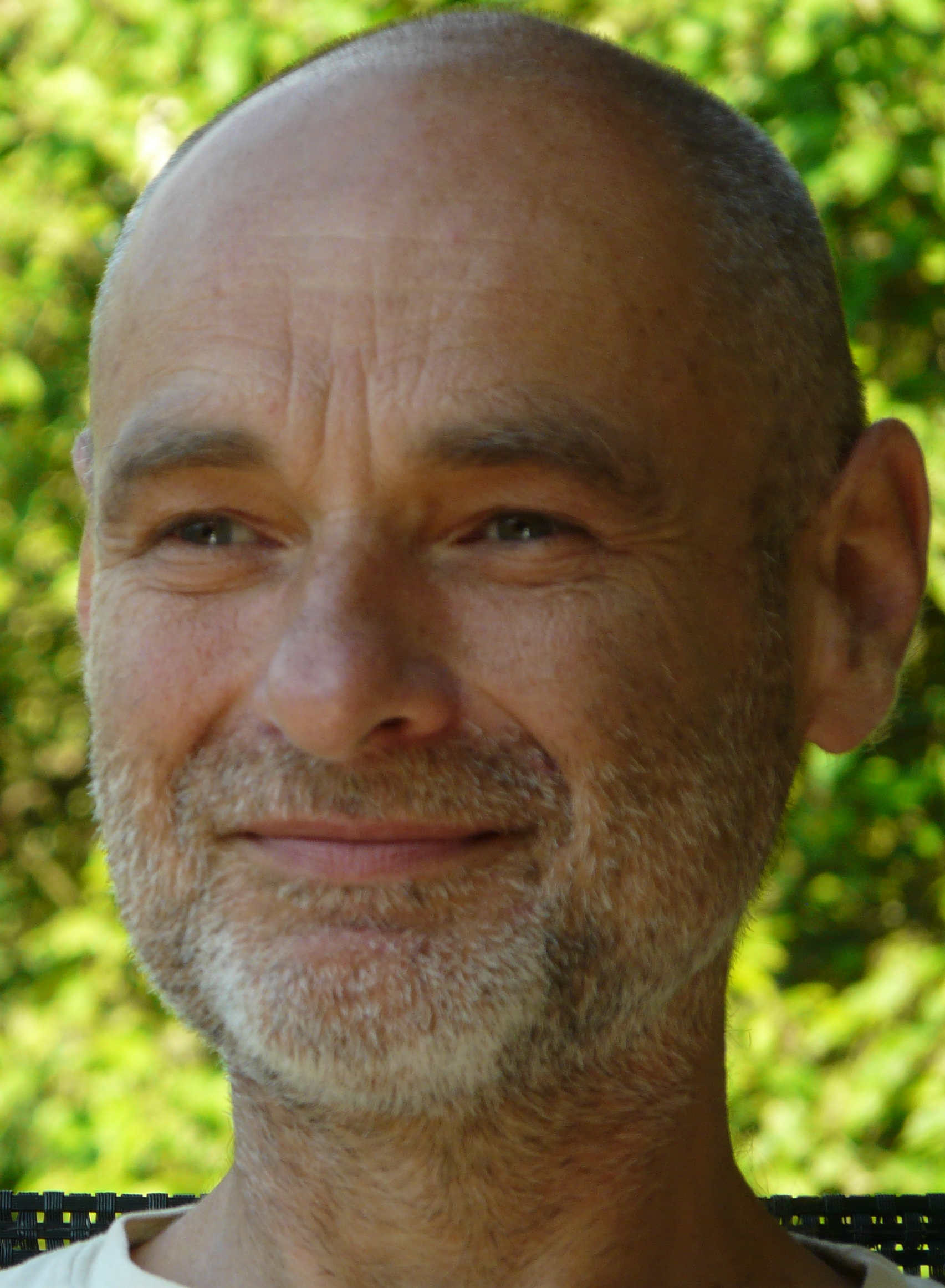

Ryszard Ireneusz Kulik (ur. 1965) – polski psycholog, doktor nauk humanistycznych, ekopsycholog, trener rozwoju osobistego, publicysta, pisarz, popularyzator nauki, aktywista ekologiczny, fotograf przyrody.

## Życiorys
W 1990 ukończył psychologię na Uniwersytecie Śląskim w Katowicach. W latach 1990–2013 pracował jako asystent,a następnie adiunkt w Katedrze Psychologii Społecznej i Psychologii Kształcenia Instytutu Psychologii na Wydziale Pedagogiki i Psychologii Uniwersytetu Ślaskiego. W 1999 roku obronił doktorat Skuteczność grupowego treningu ekologicznego w kształtowaniu postaw prośrodowiskowych (promotorka Kazimiera Wódz).
Od połowy lat 90. regularnie prowadzi rytuał Zgromadzenie Wszystkich Istot dla różnych grup. Od 1997 jest trenerem certyfikowanym przez Polskie Towarzystwo Psychologiczne. W praktyce psychologicznej specjalizuje się w prowadzeniu treningów interpersonalnych opartych na procesie grupowym. Uczestniczył w wielu akcjach bezpośrednich w obronie dzikiej przyrody, w tym w Dolinie Rospudy w 2007. Spędził setki samotnych nocy w dzikiej przyrodzie, śpiąc pod gołym niebem lub pod płachtą. Jest jednym z pionierów ekopsychologii w Polsce. Od 2021 prowadzi pierwszy w Polsce roczny kurs ekopsychologii: Szkoła Integralnej Ekopsychologii.

## Poglądy
Jest rzecznikiem filozofii głębokiej ekologii, od połowy lat 90. związany z Pracownią na rzecz Wszystkich Istot. W swojej działalności propaguje idee ponownego połączenia z przyrodą, prostego i skromnego życia z niskim śladem ekologicznym; powrotu do wspólnotowego oraz lokalnego życia. Krytycznie odnosi się do kultury konsumpcyjnej oraz cywilizacji opartej na wzroście za wszelką cenę. Jest zwolennikiem ochrony przyrody: powoływania parków narodowych i rezerwatów oraz gruntownej reformy Lasów Państwowych i łowiectwa. Propagator diety roślinnej, lokalnej, niskoprzetworzonej, sezonowej, organicznej i bez marnowania żywności, która jest odpowiedzią na współczesne wyzwania klimatyczne, środowiskowe i zdrowotne. W pracy badawczej analizuje głębokie przyczyny Wszechkryzysu, wiążąc je z brakiem umiejętności przyjmowania bólu i dyskomfortu jako doświadczenia życiowego.

## Działalność społeczna i popularyzatorska
- współtwórca (razem z Barbarą Wojtaszek) podcastu „Wystarczająco dobre życie” od 2024[21]
- inicjator, kierownik programowy oraz trener Szkoły Integralnej Ekopsychologii od 2021[22]
- członek Krajowej Komisji Etycznej ds. Doświadczeń na Zwierzętach (2019–2023)
- członek Rady ds. Różnorodności Biologicznej Parku Śląskiego (od 2016)[23]
- współpracownik „Przekroju” (od 2024)[24]
- stały współpracownik „Gazety Wyborczej” (2018–2024)[25]
- współorganizator Festiwalu Kultury Ekologicznej „Zielono mi” w Katowicach (2007–2013)[26]
- autor wystaw fotograficznych, m.in. „Jeden świat, dwa światy” w ramach II Festiwalu Kultury Ekologicznej „Zielono mi”[27]
- współorganizator i prowadzący (razem z Piotrem Skubałą) spotkań Klubu Myśli Ekologicznej (od 2012)[28]
- stały współpracownik i felietonista w miesięczniku „Dzikie Życie” (od 1996)[29]
- współautor koncepcji kalkulatora śladu ekologicznego oraz materiałów edukacyjnych z nim związanych[30]

## Nagrody i wyróżnienia
- I nagroda w kategorii Zdjęcie społeczno-kulturalne 2. Biennale Fotografii „Nauka w obiektywie” 2008, realizowanego przez Centrum Studiów nad Człowiekiem i Środowiskiem UŚ[31].
- „Zielony Czek” Wojewódzkiego Funduszu Ochrony Środowiska i Gospodarki Wodnej w Katowicach w 2013[32]
- „Dobromir roku 2013” Ekologicznego Kongresu Gospodarczego[33]
- „Ekolaur 2019” Polskiej Izby Ekologii (jako Klub Myśli Ekologicznej)[34]
- Konkurs POP Science Festiwalu Nauki 2020[35]

## Publikacje
Ryszard Kulik jest autorem i współautorem setek publikacji naukowych oraz popularnonaukowych w tym 11 książek. W swoich publikacjach łączy perspektywę psychologiczną z ekologiczną, nawiązując m.in. do filozofii, fizyki, ekonomii i duchowości.
Książki
- R. Kulik (2001) Jak kształtować postawy proekologiczne. Trening grupowy w edukacji ekologicznej. Wydawnictwo Naukowe Śląsk, Katowice. ISBN 8371642466.
- R. Kulik (2001) Trening ekologiczny w kształtowaniu postaw prośrodowiskowych. Wydawnictwo UŚl., Katowice. ISBN 83-226-1095-5.
- R. Kulik (2007) Odkrywanie natury. Praktyka głębokiej ekologii. Pracownia na rzecz Wszystkich Istot, Bystra. ISBN 8391987965.
- R. Kulik (2009) Ziemia mój jedyny dom. Śląski Ogród Botaniczny, Mikołów ISBN 9788392525080.
- R. Kulik, I. Kukowka (2010) Zrozumieć siebie na nowo. 10 zasad jak uczyć o przyrodzie, by poszerzyć swoje małe „Ja”. PNRWI, Bystra. ISBN 9788361453123.
- R. Kulik, A. Skorupa (red.) (2010) Człowiek wobec gór. Perspektywa psychologiczna, filozoficzna i kulturoznawcza. Word-Press, Katowice. ISBN 9788388605192.
- B. Ogrodnik, R. Kulik, P. Skubała (2010) Filozofia, psychologia i ekologia w edukacji na rzecz zrównoważonego rozwoju. Śląski Ogród Botaniczny w Mikołowie. ISBN 978-83-925250-9-7.
- R. Kulik (2013) Stąpając mocno po Ziemi. Ekozofia zwykłego życia. Wordpress. Katowice. ISBN 9788388605215.
- R. Kulik (2014) Człowiek wobec natury. Psychologia ochrony przyrody. Wydawnictwo Klubu Przyrodników, Świebodzin. ISBN 9788363426118.
- R. Kulik (2022) Trening interpersonalny. Proces grupowy w praktyce trenerskiej. Eneteia, Warszawa. ISBN 978-83-958582-6-0.
- R. Kulik (2024) Wystarczająco dobre życie. Przekraczając oddzielenie od siebie, innych i przyrody. Natuli, Szczecin. ISBN 9788367288361.